# Bunkasha
Bunkasha (ぶんか社) est une maison d'édition japonaise créée en mars 1948.

## Magazines

### Magazines de prépublication de mangas
- Hontō ni Atta Hisan na Oitachi (本当にあった悲惨な生いたち?)
- Mikosuri Hangekijō (みこすり半劇場?) (depuis 1990)
- Kyōfu no Kairaku (恐怖の快楽?) (depuis 1995)
- Hontō ni kowai dōwa (ほんとうに怖い童話?) (depuis 2000)
- Manga Grimm Dōwa (まんがグリム童話?) (depuis 2000)
- Hontō ni atta waraeru hanashi (本当にあった笑える話?) (depuis 2001)
- Bessatsu hontō ni atta waraeru hanashi (別冊本当にあった笑える話?) (depuis 2002)
- Gokinjo no kowai uwasa (ご近所の怖い噂?) (depuis 2003)
- Kowai onna no shikaeshi (怖い女の仕返し?) (depuis 2004)
- Muteki Renai S* girl (無敵恋愛S* girl?) (depuis 2004)
- Hontō ni atta waraeru hanashi Pinky (本当にあった笑える話Pinky?) (depuis 2007)
  - Hontō ni atta waraeru hanashi Special (本当にあった笑える話スペシャル?) (2008)